# جان أندرسون (أستاذة جامعية)
جان أندرسون (بالإنجليزية: Jan Anderson)‏ هي عالمة وظائف الأعضاء وأحيائية نيوزيلندية، ولدت في 12 مايو 1932 في كوينزتاون في نيوزيلندا، وتوفيت في 28 أغسطس 2015 في كانبرا في أستراليا.